# Borja García
Borja García Menéndez  (Valencia, España, 15 de diciembre de 1982) es un piloto de automovilismo español multidisciplinar, campeón de la Fórmula Toyota 1300 en el 2000, campeón de la Fórmula 3 Española en 2004, subcampeón de la Fórmula Renault 3.5 en 2006 y campeón del Campeonato de España de Turismos en 2019. Este 2024 se ha proclamado junto a Alejandro Barambio, subcampeón del Campeonato de España de GT y campeón del Campeonato de España de Resistencia. 

## Trayectoria

### Inicio en fórmulas nacionales
Borja comenzó en el karting durante los años 90. Se inició en los fórmulas en los años 2000, disputando la Fórmula Toyota Castrol con la recién creada Escuela del Circuit Ricardo Tormo, ganando cómodamente el título. Tras ello disputó la temporada 2001 del Open by Nissan de la mano de Adrián Campos, logrando un podio. La temporada siguiente volvió a la Escuela Lois Circuit para disputar la Fórmula Nissan 2000. A mitad de temporada cambió a la escudería italiana Venturini Racing y finalizó tercero del campeonato logrando dos victorias con el nuevo equipo. También a mitad de ese año se unió al GTA Motor Competición para disputar lo que quedaba de la temporada 2002 del Campeonato de España de F3, donde sorprendiendo a todos, ganó 6 de las 7 carreras que disputó (siendo segundo en la restante) y finalizó tercero el campeonato. Pese a esperarse un dominio del valenciano para la temporada siguiente de Fórmula 3, repitió tercer puesto final con dos victorias y siete podios, y ya en 2004 cambiando a la estructura de Racing Engineering lograría vencer el campeonato tras dominarlo con 9 victorias. Como premio por ello, Borja pudo subirse por primera vez a un Fórmula 1 realizando un test con Toyota Racing en el circuito Paul Ricard.

### Salto a fórmulas internacionales

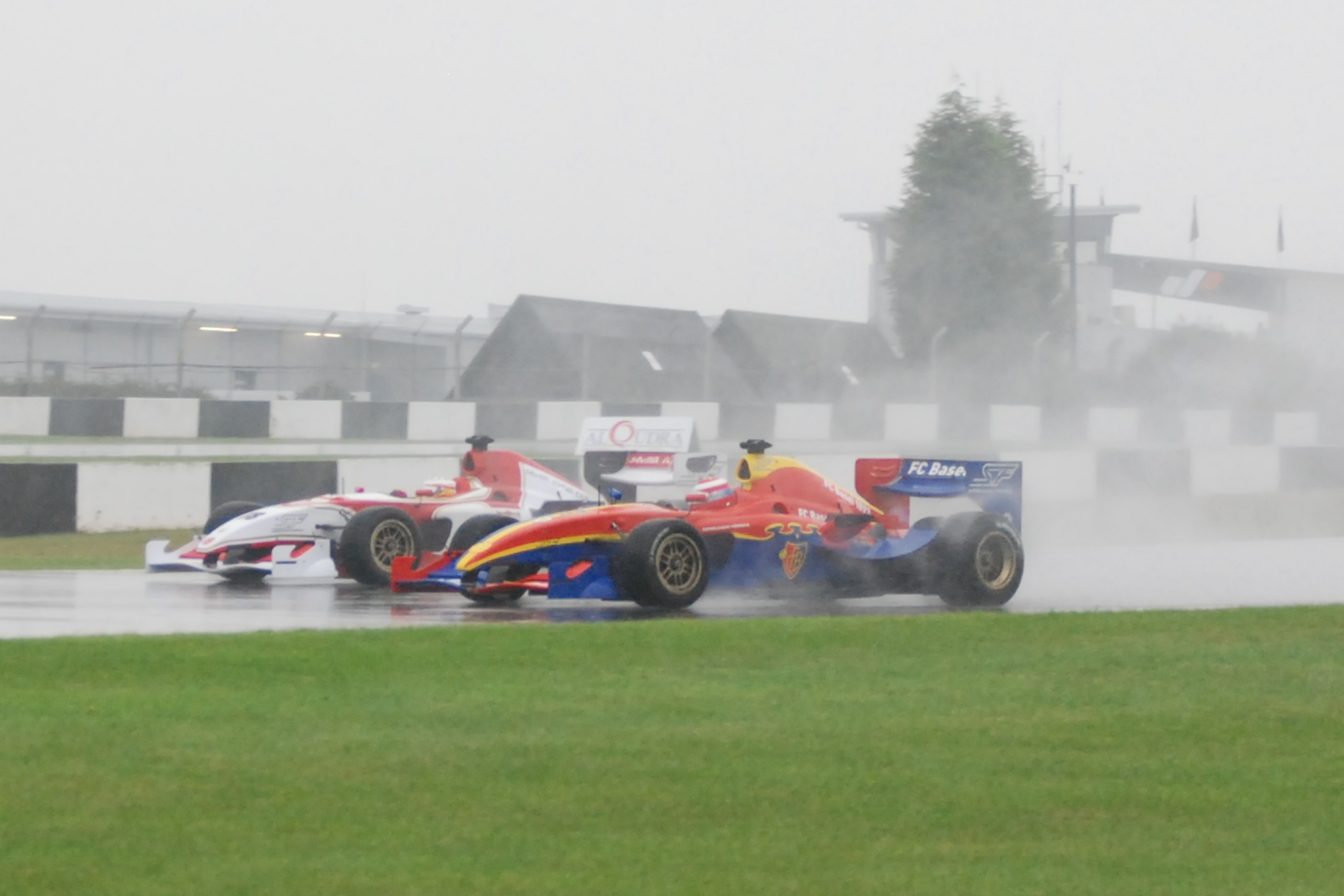
García defendiendo los colores del Sevilla FC en Donington Park (2010)

Con estos prometedores inicios en fórmulas, Borja siguió con Racing Engineering para disputar la primera temporada de la GP2 Series en 2005, donde fue compañero de Neel Jani. Pudo lograr dos podios durante la temporada, casi venciendo una carrera en Spa-Francorchamps. En 2006 cambió a la World Series by Renault integrado en el equipo RC Motorsport, finalizando la temporada subcampeón a tan sólo 5 puntos del vencedor Alx Danielsson y por delante del expiloto de F1 Pastor Maldonado. Para 2007 regresó a la GP2 Series integrado como piloto del equipo Durango y superando a su compañero de equipo Karun Chandhok en casi todas las citas, logrando finalizar décimo en el campeonato. Si bien tras esta temporada se rumoreó que Borja iba a ser probador de Williams F1. Para 2008 decidió volver a la World Series by Renault también con RC Motorsport, pero al cabo de algunas carreras decidió abandonar el equipo puesto que el monoplaza no resultó muy competitivo. Se centró pues en el proyecto del Sevilla F.C. en la recién creada Superleague Fórmula, consiguiendo su primera victoria en la segunda carrera del campeonato bajo una torrencial lluvia en el circuito inglés de Donington Park y terminando el campeonato en décima posición.
Para 2009 decidió abandonar Europa y embarcarse en la Formula Atlantic estadounidense enrolado en el equipo Condor, consiguiendo tres destacables podios durante la temporada. En 2010 reaparece en la Superleague Formula donde fue llamado por el Sporting de Portugal en la cual, sólo disputa la primera mitad de la temporada.

### Incursión en los rallyes, NASCAR y turismos

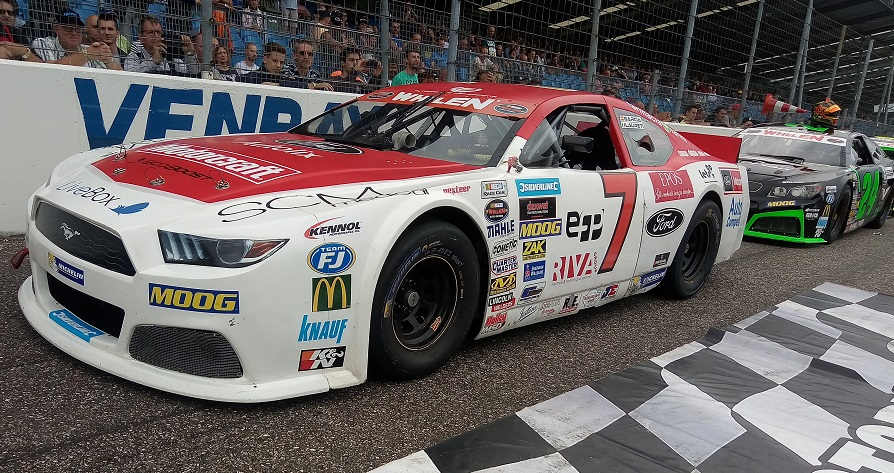
Ford de García de NASCAR Whelen Euro Series 2017.

Intentando cambiar de aires, en el año 2011 corre algunas carreras sueltas del Campeonato de España de Rallyes de Asfalto con el equipo RMC a bordo de un Ford Fiesta R2
En 2013 debuta en las NASCAR Whelen Euro Series quedando segundo en su primera participación. En 2014, Borja corre en la misma categoría toda la temporada quedando quinto clasificado en el campeonato élite 1 con 1 victoria, 2 segundos puestos y 7 veces terminando entre los 5 primeros. Repite en 2015 en el campeonato sólo apareciendo en una ronda y en 2016 disputa la temporada completa, consiguiendo buenos resultados con el SPV Racing, pero malos resultados al cambiar de equipo en las dos últimas rondas. En 2017, Borja finaliza tercero en el campeonato de la NASCAR europea después de liderar el campeonato hasta la última carrera y, debido a un problema mecánico, quedó finalmente tercero en la Elite 1. Consiguió durante toda la temporada cuatro victorias y dos segundos puestos, siendo ese año el piloto con más victorias. Disputó una última ronda en 2018.
En el 2019, fue fichado por Teo Martín Motorsport para llevar uno de sus coches en la vuelta del CET (Campeonato de España de Turismos). Logra proclamarse campeón de la temporada tras ofrecer en casi todas las carreras y sesiones un gran ritmo que ni con el BOP reglamentario pudieron alcanzar los otros pilotos.

### GT
En el 2024 regresa a la competición gracias al equipo GT Corse y al Grupo Barambio, disputando con un Porsche 992 GT3 Cup las temporadas del Campeonato de España de GT y del Campeonato de España de Resistencia, este segundo campeonato estrenaba formato a tan sólo 2 carreras de 2 horas, y admitiendo a los GT cuando tradicionalmente se limitaba a los turismos. En el CER, Borja y su compañero de montura Alejandro Barambio logran proclamarse campeones, empatando a puntos y resultados con la otra pareja vecedora del certamen, Joan Vinyes y Jaume Font. En el nacional de GT se proclaman subcampeones, con 4 victorias, 2 segundos puestos y 1 tercer puesto; siendo García en ciertas carreras, el piloto más rápido del certamen. La pareja también participa en dos pruebas de la Porsche Sprint Challenge Iberica, logrando con Borja al volante una victoria en el Circuit Ricardo Tormo y un segundo puesto en el Circuito de Barcelona-Cataluña.

## Resumen de carrera
| Temporada | Categoría                           | Equipo                                | Carreras | Victorias | Poles | VR | Podios | Puntos  | Pos.    |
| --------- | ----------------------------------- | ------------------------------------- | -------- | --------- | ----- | -- | ------ | ------- | ------- |
| 2000      | Fórmula Toyota Castrol 1300         | Escuela Circuit Comunitat Valenciana  | 9        | 4         | 1     | ?  | 7      | 76      | 1.º     |
| 2001      | Open by Nissan                      | Adrián Campos Motorsport              | 15       | 0         | 0     | 0  | 1      | 47      | 10.º    |
| 2002      | Fórmula Nissan 2000                 | Escuela Lois Circuit/Venturini Racing | 14       | 2         | 1     | 1  | 6      | 131     | 3.º     |
| 2002      | Campeonato de España de F3          | GTA Motor Competición                 | 7        | 6         | 4     | 3  | 7      | 148     | 3.º     |
| 2003      | Campeonato de España de F3          | GTA Motor Competición                 | 13       | 2         | 1     | 1  | 7      | 182     | 3.º     |
| 2004      | Campeonato de España de F3          | Racing Engineering                    | 14       | 9         | 8     | 8  | 10     | 149     | 1.º     |
| 2005      | GP2 Series                          | Racing Engineering                    | 22       | 0         | 0     | 0  | 2      | 17,5    | 14.º    |
| 2006      | Fórmula Renault 3.5 Series          | RC Motorsport                         | 17       | 1         | 0     | 0  | 7      | 107     | 2.º     |
| 2007      | GP2 Series                          | Durango                               | 22       | 0         | 0     | 0  | 0      | 28      | 10.º    |
| 2008      | Superleague Fórmula                 | Sevilla FC                            | 12       | 1         | 0     | 0  | 1      | 262     | 10.º    |
| 2008      | Fórmula Renault 3.5 Series          | RC Motorsport                         | 5        | 0         | 0     | 0  | 0      | 5       | 24.º    |
| 2009      | Formula Atlantic                    | Cóndor Motorsports                    | 12       | 0         | 0     | 0  | 3      | 88      | 7.º     |
| 2010      | Superleague Fórmula                 | Sporting Lisboa                       | 10       | 0         | 2     | 0  | 0      | 329     | 15.º    |
| 2011      | Campeonato de España de Rallyes     | RMC Motorsport                        | 4        | 0         | -     | -  | 0      | 8       | 6.º     |
| 2012      | CER - Clase 2                       |                                       | 6        | 2         | ?     | ?  | 4      | 213     | 4.º     |
| 2013      | NASCAR Whelen Euro Series - Elite 1 | Ford Autolix                          | 2        | 0         | 0     | 0  | 1      | 142     | 25.º    |
| 2014      | NASCAR Whelen Euro Series - Elite 1 | Ford Autolix                          | 12       | 1         | 0     | 1  | 3      | 588     | 5.º     |
| 2015      | NASCAR Whelen Euro Series - Elite 1 | Active Racing                         | 2        | 0         | 0     | 0  | 0      | 75      | 30.º    |
| 2016      | NASCAR Whelen Euro Series - Elite 1 | SPV Racing/Double T                   | 12       | 0         | 1     | 1  | 4      | 180     | 11.º    |
| 2017      | NASCAR Whelen Euro Series - Elite 1 | Racers Motorsport                     | 12       | 4         | 2     | 0  | 6      | 600     | 3.º     |
| 2018      | NASCAR Whelen Euro Series - Elite 1 | Alex Caffi Motorsport                 | 2        | 0         | 0     | 0  | 0      | 64      | 35.º    |
| 2019      | Campeonato de España de Turismos    | Teo Martín Motorsport                 | 12       | 4         | 3     | 5  | 10     | 383     | 1.º     |
| 2024      | Campeonato de España de GT          | GT Corse                              | 10       | 4         | 3     | 1  | 7      | 302     | 2.º     |
| 2024      | CER - GT                            | GT Corse                              | 2        | 1         | -     | -  | 2      | 100     | 1.º     |
| 2024      | Porsche SC Ibérica                  | GT Corse                              | 2        | 1         | 0     | 1  | 2      | no apto | no apto |
| 2025      | CER - GT                            | GT Corse                              | 2        | 2         | 1     | 0  | 2      | 100     | 1.º     |
| Fuente:   |                                     |                                       |          |           |       |    |        |         |         |

## Resultados

### Fórmula Renault 3.5 Series
(Clave) (negrita indica pole position) (cursiva indica vuelta rápida)

| Año  | Escudería     | 1       | 2         | 3         | 4        | 5         | 6       | 7        | 8       | 9       | 10      | 11      | 12      | 13      | 14       | 15      | 16       | 17      | Pos. | Puntos |
| ---- | ------------- | ------- | --------- | --------- | -------- | --------- | ------- | -------- | ------- | ------- | ------- | ------- | ------- | ------- | -------- | ------- | -------- | ------- | ---- | ------ |
| 2006 | RC Motorsport | ZOL 1 3 | ZOL 2     | MON DNQ   | IST 1 2  | IST 2 Ret | MIS 1 5 | MIS 2 17 | SPA 1 4 | SPA 2 1 | NÜR 1 2 | NÜR 2 6 | DON 1 6 | DON 2 3 | LMS 1 11 | LMS 2 3 | CAT 1 23 | CAT 2 9 | 2.º  | 107    |
| 2008 | RC Motorsport | MNZ 1 6 | MNZ 2 Ret | SPA 1 Ret | SPA 2 15 | MON 11    | SIL 1   | SIL 2    | HUN 1   | HUN 2   | NÜR 1   | NÜR 2   | LMS 1   | LMS 2   | EST 1    | EST 2   | CAT 1    | CAT 2   | 24.º | 5      |

### GP2 Series
(Clave) (negrita indica pole position) (cursiva indica vuelta rápida puntuable)

| Año  | Escudería          | 1   | 1   | 2   | 2   | 3   | 3   | 4   | 4   | 5   | 5   | 6   | 6   | 7   | 7   | 8   | 8   | 9   | 9   | 10  | 10  | 11  | 11  | 12  | 12  | Pos. | Puntos | Ref.   |
| ---- | ------------------ | --- | --- | --- | --- | --- | --- | --- | --- | --- | --- | --- | --- | --- | --- | --- | --- | --- | --- | --- | --- | --- | --- | --- | --- | ---- | ------ | ------ |
| 2005 | Racing Engineering | IMO | IMO | BAR | BAR | MON | MON | NÜR | NÜR | MAG | MAG | SIL | SIL | HOC | HOC | BUD | BUD | EST | EST | MNZ | MNZ | SPA | SPA | SAK | SAK | 14.º | 17.5   | [ 17 ] |
| 2005 | Racing Engineering | Ret | 10  | Ret | 10  | 10† | 10† | Ret | EX  | Ret | 12  | 17  | 9   | 7   | 5   | 11  | Ret | 3   | 5   | Ret | 10  | 6   | 2   | 19  | 17  | 14.º | 17.5   | [ 17 ] |
| 2007 | Durango            | SAK | SAK | BAR | BAR | MON | MON | MAG | MAG | SIL | SIL | NÜR | NÜR | BUD | BUD | EST | EST | MNZ | MNZ | SPA | SPA | VAL | VAL |     |     | 10.º | 28     | [ 18 ] |
| 2007 | Durango            | 8   | 4   | 5   | 14  | 16† | 16† | 12  | 20† | 20† | 17  | 19  | 12  | 5   | 5   | 5   | 4   | Ret | 19  | 16  | 17  | 5   | 4   |     |     | 10.º | 28     | [ 18 ] |

### Superleague Fórmula
(Clave) (negrita indica pole position) (cursiva indica vuelta rápida)

| Año  | Club       | Escudería | 1      | 2     | 3     | 4     | 5      | 6     | 7     | 8     | 9      | 10     | 11    | 12     | Pos. | Puntos |
| ---- | ---------- | --------- | ------ | ----- | ----- | ----- | ------ | ----- | ----- | ----- | ------ | ------ | ----- | ------ | ---- | ------ |
| 2008 | Sevilla FC | GTA Motor | DON 10 | DON 1 | NÜR 6 | NÜR 8 | ZOL 16 | ZOL 8 | EST 8 | EST 7 | VLL 17 | VLL 13 | JER 6 | JER 11 | 10.º | 262    |

### NASCAR Whelen Euro Series - Elite 1
| Año  | Escudería                 | N.º | Constructor | 1       | 2      | 3     | 4     | 5     | 6       | 7       | 8      | 9      | 10     | 11     | 12     | Pos. | Pts. |
| ---- | ------------------------- | --- | ----------- | ------- | ------ | ----- | ----- | ----- | ------- | ------- | ------ | ------ | ------ | ------ | ------ | ---- | ---- |
| 2013 | Ford Autolix Competition  | 19  | Ford        | NOG     | NOG    | DIJ   | DIJ   | BRH   | BRH     | TOU     | TOU    | MNZ    | MNZ    | BUG 2  | BUG 16 | 25.º | 142  |
| 2014 | Ford Autolix Competition  | 1   | Ford        | VAL 21  | VAL 2  | BRH 5 | BRH 4 | TOU 8 | TOU 6   | NÜR 1** | NÜR 2  | MAG 4  | MAG 4  | BUG 20 | BUG 11 | 5.º  | 588  |
| 2015 | Active Racing Competition | 1   | Ford        | VAL 4   | VAL 9  | VEN   | VEN   | BRH   | BRH     | TOU     | TOU    | MAG    | MAG    | ZOL    | ZOL    | 30.º | 75   |
| 2016 | SPV Racing                | 1   | Ford        | VAL 3*  | VAL 3  | VEN 3 | VEN 2 | BRH 5 | BRH 4   | TOU 8   | TOU 16 |        |        |        |        | 11.º | 480  |
| 2016 | Double T by MRT Nocenti   | 6   | Ford        |         |        |       |       |       |         |         |        | ADR 23 | ADR 22 |        |        | 11.º | 480  |
| 2016 | Double T by MRT Nocenti   | 7   | Ford        |         |        |       |       |       |         |         |        |        |        | ZOL 22 | ZOL 23 | 11.º | 480  |
| 2017 | Alex Caffi Motorsport     | 1   | Ford        | VAL 1** | VAL 1* |       |       |       |         |         |        |        |        |        |        | 3.º  | 600  |
| 2017 | Racers Motorsport         | 7   | Ford        |         |        | BRH 2 | BRH 9 | VEN 2 | VEN 1** | HOC 1** | HOC 6  | FRA 9  | FRA 15 | ZOL 6  | ZOL 6  | 3.º  | 600  |
| 2018 | Alex Caffi Motorsport     | 1   | Ford        | VAL 5   | VAL 5  | FRA   | FRA   | BRH   | BRH     | TOU     | TOU    | HOC    | HOC    | ZOL    | ZOL    | 35.º | 64   |